# (2775) Odishaw
(2775) Odishaw es un asteroide que forma parte del cinturón de asteroides y fue descubierto por el equipo del Indiana Asteroid Program el 14 de octubre de 1953 desde el Observatorio Goethe Link de Brooklyn, Estados Unidos.

## Designación y nombre
Odishaw recibió inicialmente la designación de 1953 TX2.
Más tarde se nombró en honor de Hugh Odishaw (1916-1984).

## Características orbitales
Odishaw está situado a una distancia media de 2,422 ua del Sol, pudiendo alejarse hasta 2,874 ua y acercarse hasta 1,971 ua. Tiene una excentricidad de 0,1863 y una inclinación orbital de 3,733°. Emplea en completar una órbita alrededor del Sol 1377 días.